# 摩纳哥民族联盟
摩纳哥民族联盟（法語：Union Nationale Monégasque，UNM）是摩纳哥的政治联盟，参加了2023年的选举并赢得了国民议会的所有席位。该联盟由第一 ! 摩纳哥优先、摩纳哥视野和摩纳哥人联盟三党组成，自2022年以来一直由国民议会主席布丽吉特·博科内-帕热斯领导。

## 历史
该联盟于2022年10月17日设立，当时24名国民议会议员中的23名加入了该联盟。随后该联盟于2022年11月14日公布了来年选举的候选人名单。最后该联盟于2023年2月5日以89.6%的得票率赢得选举，获得了国民议会的全部24个席位。

## 选举历史

### 国民议会选举
| 选举   | 政党领袖               | 得票数 | %    | 席位数  | +/−    | 排名 |
| ------ | ---------------------- | ------ | ---- | ------- | ------ | ---- |
| 2023年 | 布丽吉特·博科内-帕热斯 | 72,602 | 89.6 | 24 / 24 | 新政党 | 1    |